# M29 Weasel
M29 Weasel (łasica) – amerykański wojskowy pojazd transportowy z okresu II wojny światowej.

## Historia
Pojazd powstał na zamówienie dowództwa Armii Stanów Zjednoczonych na lekki transporter gąsienicowy będący w stanie poruszać się w trudno dostępnym terenie, jako że planowano wówczas inwazję na okupowaną przez wojska niemieckie Norwegię.
Zaprojektowany w zakładach Studebakera pojazd otrzymał początkowo nazwę T19 Weasel, następnie T24, a do służby został przyjęty jako M29 Cargo Carrier. Transporter otrzymał oficjalną nazwę Ark (arka), ale pomimo to najbardziej znany był pod popularną nazwą Weasel. Charakterystyczną cechą "łasicy" były bardzo szerokie gąsienice pozwalające się jej poruszać po głębokim śniegu czy miękkim błocie. Wersją rozwojową M29 był amfibijny M29C Weasel, w tej wersji pojazd otrzymał gumowe gąsienice służące także do napędu w wodzie, z przodu i tyłu zamontowano pływaki, do sterowania pojazdem w wodzie służył podwójny ster na rufie.

## Służba
W czasie wojny "Łasice" używane były zazwyczaj jako transportery mogące poruszać się po terenach niedostępnych dla bardziej konwencjonalnych pojazdów, często służyły także jako karetki do ewakuacji rannych. M29 miały bardzo szerokie gąsienice przez co wywierały niski nacisk na ziemie i mogły być używane do przekraczania pól minowych.